# Улица Малыгина (Санкт-Петербург)
Улица Малы́гина — улица в Красногвардейском районе Санкт-Петербурга. Примыкает к Среднеохтинскому проспекту. Пролегает между Гусевой и Панфиловой улицами. Протяжённость — 100 м.

## История
Улица получила название 3 декабря 1940 года в честь учёного-мореплавателя Степана Гавриловича Малыгина. До этого носила названия: Алексеевская (1849 — 3 августа 1940) и Алексеева (1828 — 1920-е). Исходное название, предположительно, улица получила по фамилии одного из плотников, застраивавших район Большая Охта в начале XIX века.

## Здания и сооружения
- дом 4 — здание в стиле модерн, 1904, арх. Василий Данилин. Фасад на уровне третьего этажа декорирован майоликовыми панно[3];
- дом 8 — Центр жилищных субсидий Красногвардейского района

## Транспорт
- Метро: «Ладожская» (2500 м), «Новочеркасская» (2500 м)
- Автобусы: № 15, 22, 136, 174, 181, 183, 206, 290
- Трамваи: № 10, 23
- Ж/д вокзал: Ладожский вокзал (2600 м)

## Пересечения
- Среднеохтинский проспект